# خوش هوا
خوش هوا روستایی در دهستان تبادکان بخش مرکزی شهرستان مشهد استان خراسان رضوی ایران است.

## جمعیت
بر پایه سرشماری عمومی نفوس و مسکن در سال ۱۳۹۵ جمعیت این روستا ۷۲۰ نفر (۲۰۹خانوار) بوده‌است.